# Temporada 1983-84 de los Denver Nuggets
La temporada 1983-84 fue la octava de los Denver Nuggets en la NBA, tras la fusión de la liga con la ABA, donde había jugado nueve temporadas. La temporada regular acabó con 38 victorias y 44 derrotas, ocupando el sexto puesto de la conferencia Oeste, clasificándose para los playoffs, en los que cayeron en primera ronda ante Utah Jazz.

## Elecciones en elDraft
| Ronda | Puesto | Jugador       | Posición | Nacionalidad   | Universidad     |
| ----- | ------ | ------------- | -------- | -------------- | --------------- |
| 1     | 15     | Howard Carter | Escolta  | Estados Unidos | Louisiana State |
| 2     | 37     | David Russell | Alero    | Estados Unidos | St. John's      |

## Temporada regular
| División Atlántico  | División Atlántico | División Atlántico | División Atlántico | División Atlántico | División Atlántico | División Atlántico | División Atlántico | División Atlántico |
| Equipo              | G                  | P                  | %                  | PD                 | Casa               | Fuera              | Div                |                    |
| ------------------- | ------------------ | ------------------ | ------------------ | ------------------ | ------------------ | ------------------ | ------------------ | ------------------ |
| y-Utah Jazz         | 45                 | 37                 | .549               | –                  | 31–10              | 14–27              | 15–15              |                    |
| x-Dallas Mavericks  | 43                 | 39                 | .524               | 2                  | 31–10              | 12–29              | 19–11              |                    |
| x-Denver Nuggets    | 38                 | 44                 | .463               | 7                  | 27–14              | 11–30              | 16–14              |                    |
| x-Kansas City Kings | 38                 | 44                 | .463               | 7                  | 26–15              | 12–29              | 16–14              |                    |
| San Antonio Spurs   | 37                 | 45                 | .451               | 8                  | 28–13              | 9–32               | 14–16              |                    |
| Houston Rockets     | 29                 | 53                 | .354               | 16                 | 21–20              | 8–33               | 9–21               |                    |

## Playoffs

### Primera ronda
Utah Jazz vs. Denver Nuggets 
| Fecha       | Partido                           | Ciudad         |
| ----------- | --------------------------------- | -------------- |
| 17 de abril | Utah Jazz 123, Denver Nuggets 121 | Salt Lake City |
| 19 de abril | Utah Jazz 116, Denver Nuggets 132 | Salt Lake City |
| 22 de abril | Denver Nuggets 121, Utah Jazz 117 | Denver         |
| 24 de abril | Denver Nuggets 124, Utah Jazz 129 | Denver         |
| 26 de abril | Utah Jazz 127, Denver Nuggets 111 | Salt Lake City |
|             | Utah Jazz gana las series 3-2     |                |

## Estadísticas
| Rk | Jugador          | Edad | P  | PT | MP   | TC   | TCI  | %TC  | T3  | T3I | %T3  | TL  | TLI | %TL  | RO  | RD  | RT  | AS  | RB  | TAP | BP  | FP  | PTS  |
| -- | ---------------- | ---- | -- | -- | ---- | ---- | ---- | ---- | --- | --- | ---- | --- | --- | ---- | --- | --- | --- | --- | --- | --- | --- | --- | ---- |
| 1  | Kiki Vandeweghe  | 25   | 78 | 71 | 35.1 | 11.5 | 20.6 | .558 | 0.1 | 0.4 | .367 | 6.3 | 7.4 | .852 | 1.1 | 3.7 | 4.8 | 3.1 | 0.7 | 0.6 | 2.0 | 2.4 | 29.4 |
| 2  | Alex English     | 30   | 82 | 77 | 35.0 | 11.1 | 20.9 | .529 | 0.0 | 0.1 | .143 | 4.3 | 5.2 | .824 | 2.6 | 3.0 | 5.7 | 5.0 | 1.0 | 1.2 | 2.7 | 3.1 | 26.4 |
| 3  | T.R. Dunn        | 28   | 80 | 74 | 33.8 | 2.2  | 4.6  | .470 | 0.0 | 0.0 | .000 | 1.3 | 1.8 | .731 | 2.4 | 4.7 | 7.2 | 2.9 | 2.2 | 0.4 | 1.2 | 2.9 | 5.7  |
| 4  | Dan Issel        | 35   | 76 | 66 | 27.3 | 7.5  | 15.2 | .493 | 0.1 | 0.3 | .211 | 4.8 | 5.6 | .850 | 1.5 | 5.3 | 6.8 | 2.3 | 0.8 | 0.6 | 1.6 | 2.4 | 19.8 |
| 5  | Rob Williams     | 22   | 79 | 66 | 24.4 | 3.9  | 8.5  | .461 | 0.2 | 0.6 | .319 | 2.2 | 2.6 | .818 | 0.7 | 1.8 | 2.5 | 5.9 | 1.1 | 0.1 | 2.1 | 3.4 | 10.2 |
| 6  | Mike Evans       | 28   | 78 | 5  | 21.6 | 3.1  | 7.2  | .431 | 0.4 | 1.1 | .360 | 1.4 | 1.7 | .847 | 0.3 | 1.5 | 1.8 | 3.7 | 0.8 | 0.1 | 1.5 | 2.2 | 8.1  |
| 7  | Bill Hanzlik     | 26   | 80 | 14 | 18.4 | 1.7  | 3.8  | .431 | 0.0 | 0.2 | .250 | 2.1 | 2.6 | .807 | 0.8 | 1.7 | 2.6 | 3.2 | 0.9 | 0.2 | 1.4 | 3.2 | 5.4  |
| 8  | Richard Anderson | 23   | 78 | 17 | 17.7 | 3.5  | 8.2  | .426 | 0.0 | 0.2 | .158 | 1.5 | 1.9 | .773 | 1.7 | 3.5 | 5.2 | 2.5 | 0.6 | 0.4 | 1.4 | 2.3 | 8.5  |
| 9  | Danny Schayes    | 24   | 82 | 15 | 17.3 | 2.2  | 4.5  | .493 | 0.0 | 0.0 | .000 | 2.6 | 3.3 | .790 | 1.8 | 3.5 | 5.3 | 1.1 | 0.4 | 0.7 | 1.5 | 3.8 | 7.1  |
| 10 | Howard Carter    | 22   | 55 | 5  | 12.5 | 2.6  | 5.7  | .459 | 0.1 | 0.3 | .263 | 0.9 | 1.1 | .770 | 0.7 | 0.9 | 1.6 | 1.3 | 0.3 | 0.1 | 0.8 | 1.5 | 6.2  |
| 11 | Anthony Roberts  | 28   | 19 | 0  | 10.4 | 1.8  | 4.8  | .374 | 0.0 | 0.0 |      | 0.7 | 0.9 | .722 | 1.1 | 1.6 | 2.7 | 0.7 | 0.3 | 0.1 | 0.9 | 2.3 | 4.3  |
| 12 | Kenny Dennard    | 25   | 43 | 0  | 9.6  | 0.8  | 2.3  | .364 | 0.1 | 0.2 | .300 | 0.3 | 0.6 | .625 | 0.9 | 1.5 | 2.3 | 1.0 | 0.5 | 0.2 | 0.7 | 1.9 | 2.1  |
| 13 | Dave Robisch     | 34   | 19 | 0  | 7.4  | 0.7  | 2.1  | .325 | 0.0 | 0.0 |      | 0.6 | 0.7 | .846 | 0.1 | 1.1 | 1.1 | 0.7 | 0.0 | 0.1 | 0.6 | 0.7 | 1.9  |
| 14 | Keith Edmonson   | 23   | 15 | 0  | 6.7  | 1.5  | 3.1  | .489 | 0.0 | 0.0 |      | 1.2 | 1.7 | .720 | 0.4 | 0.8 | 1.2 | 0.5 | 0.3 | 0.1 | 1.1 | 1.1 | 4.3  |

## Galardones y récords
| Jugador         | Galardón                               |
| T.R. Dunn       | 2.º Mejor quinteto defensivo de la NBA |
| Alex English    | All-Star                               |
| Kiki Vandeweghe | All-Star                               |